# Oslo sentralstasjon
Oslo sentralstasjon Norvégia fővárosának, Oslónak a főpályaudvara. A 19 vágányos állomás Oslo legforgalmasabb vasútállomása.

## Vasútvonalak
Az állomást az alábbi vasútvonalak érintik:
- Drammenbanen
- Gjøvikbanen
- Trunk Line
- Gardermoen nagysebességű vasútvonal
- Østfoldbanen
- Follo Line

## Kapcsolódó állomások
A vasútállomáshoz az alábbi állomások vannak a legközelebb:
- Nationaltheatret stasjon (Drammen station, Drammenbanen, Flytoget)
- Station Tøyen (Gjøvik Station, Gjøvikbanen)
- Bryn stasjon (Eidsvoll station, Trunk Line)
- Hellerud Station (Eidsvoll station, Gardermoen nagysebességű vasútvonal)
- Loenga station (Kornsjø border, Østfoldbanen)
- Ski Nord station (Ski Nord station, Follo Line)
- Lillestrøm station (Oslo Airport Station, Flytoget)

## Képek

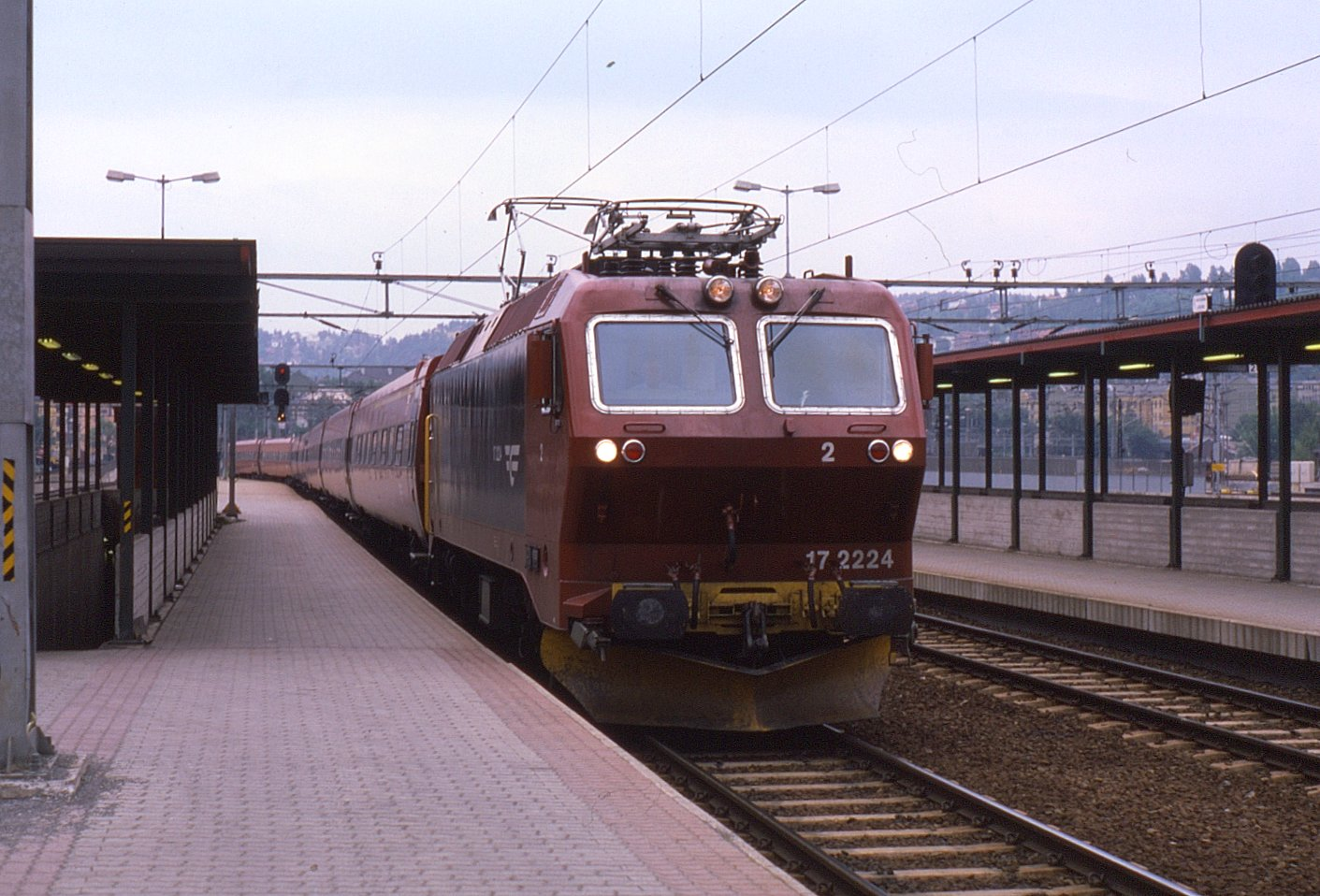
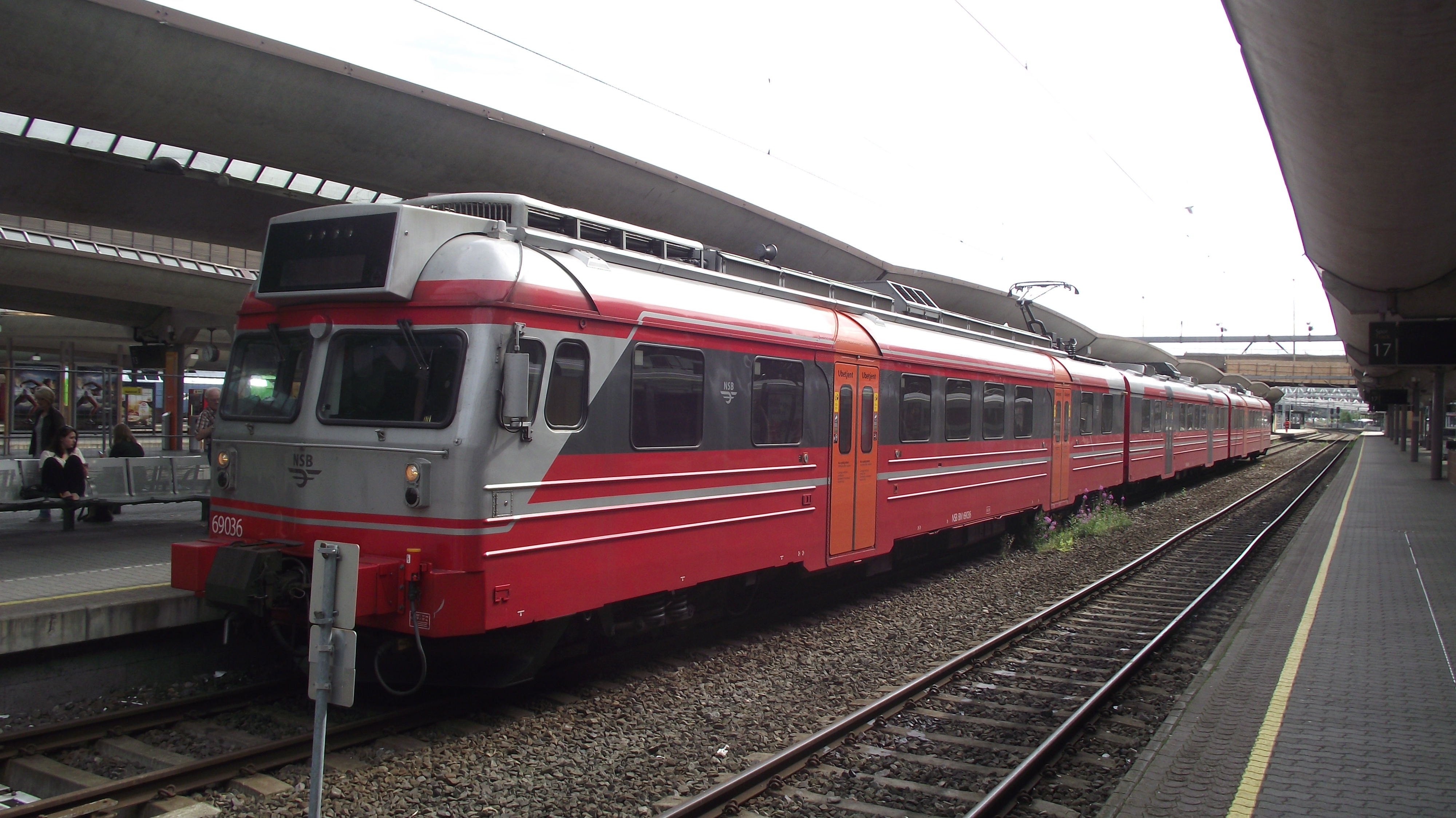
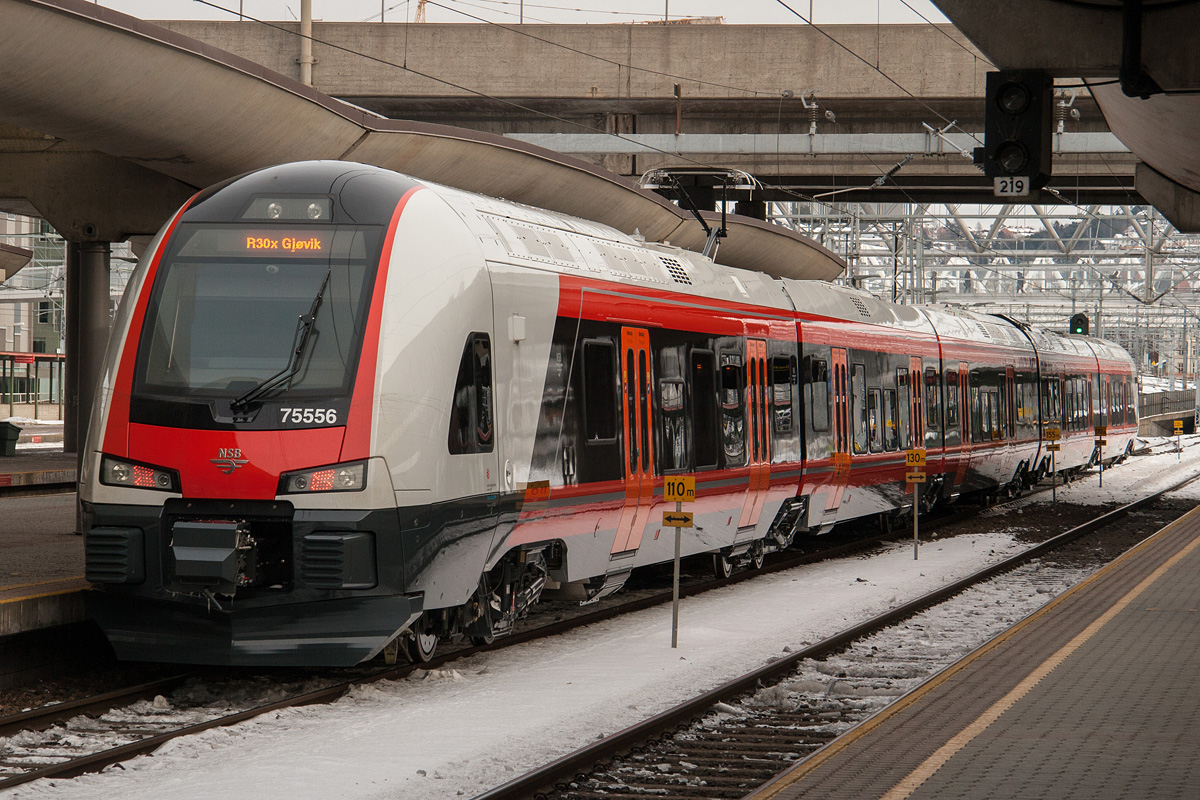
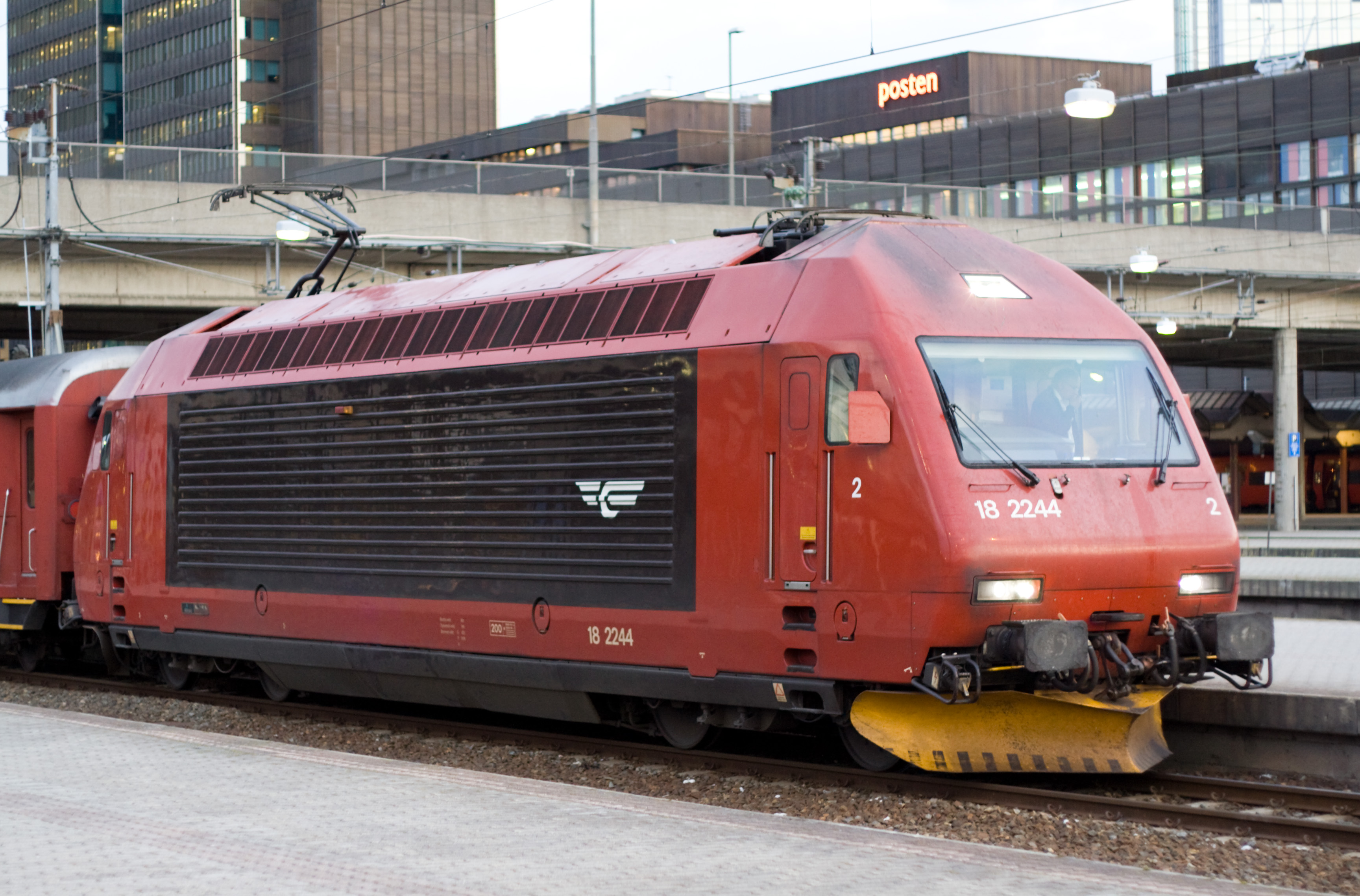
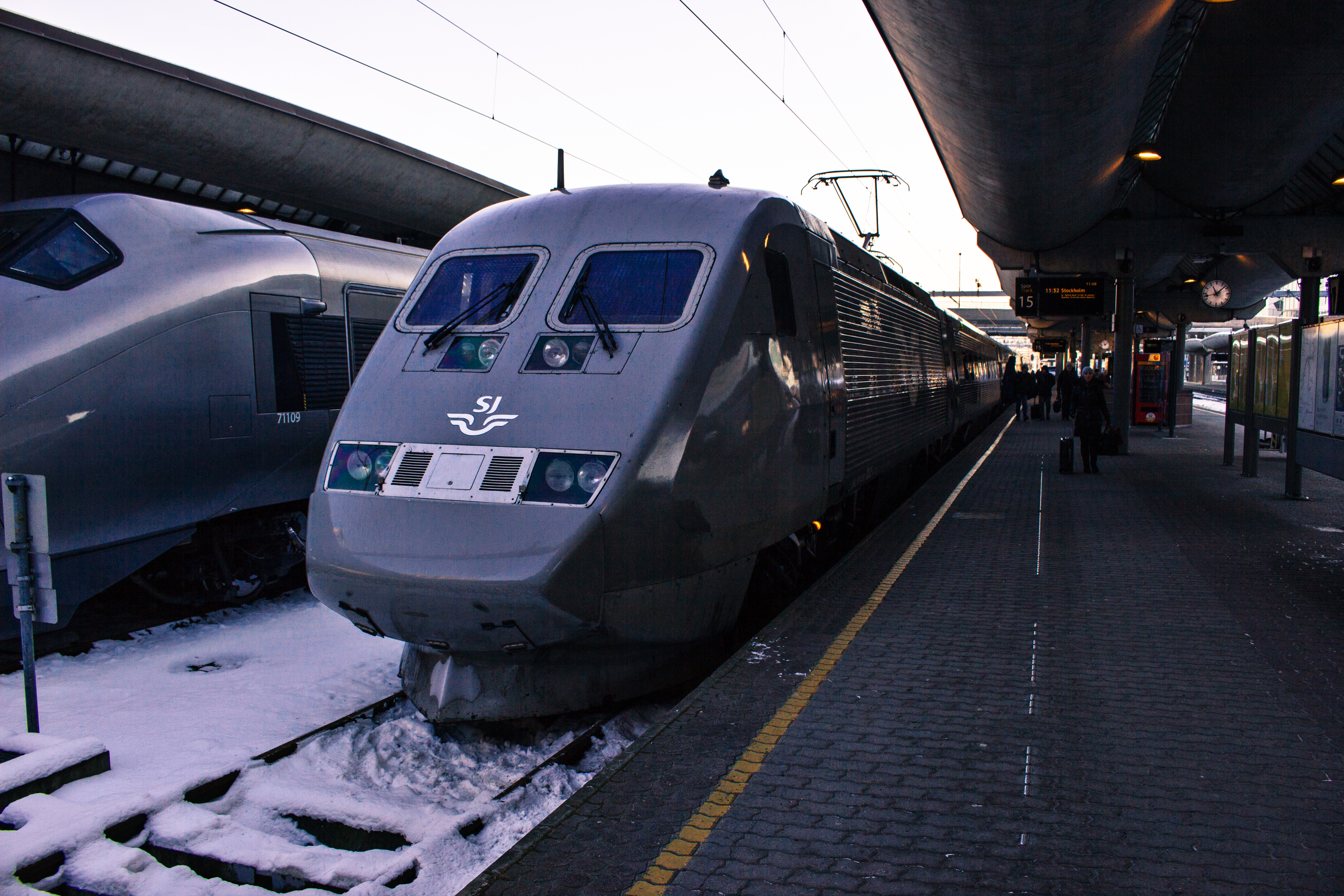
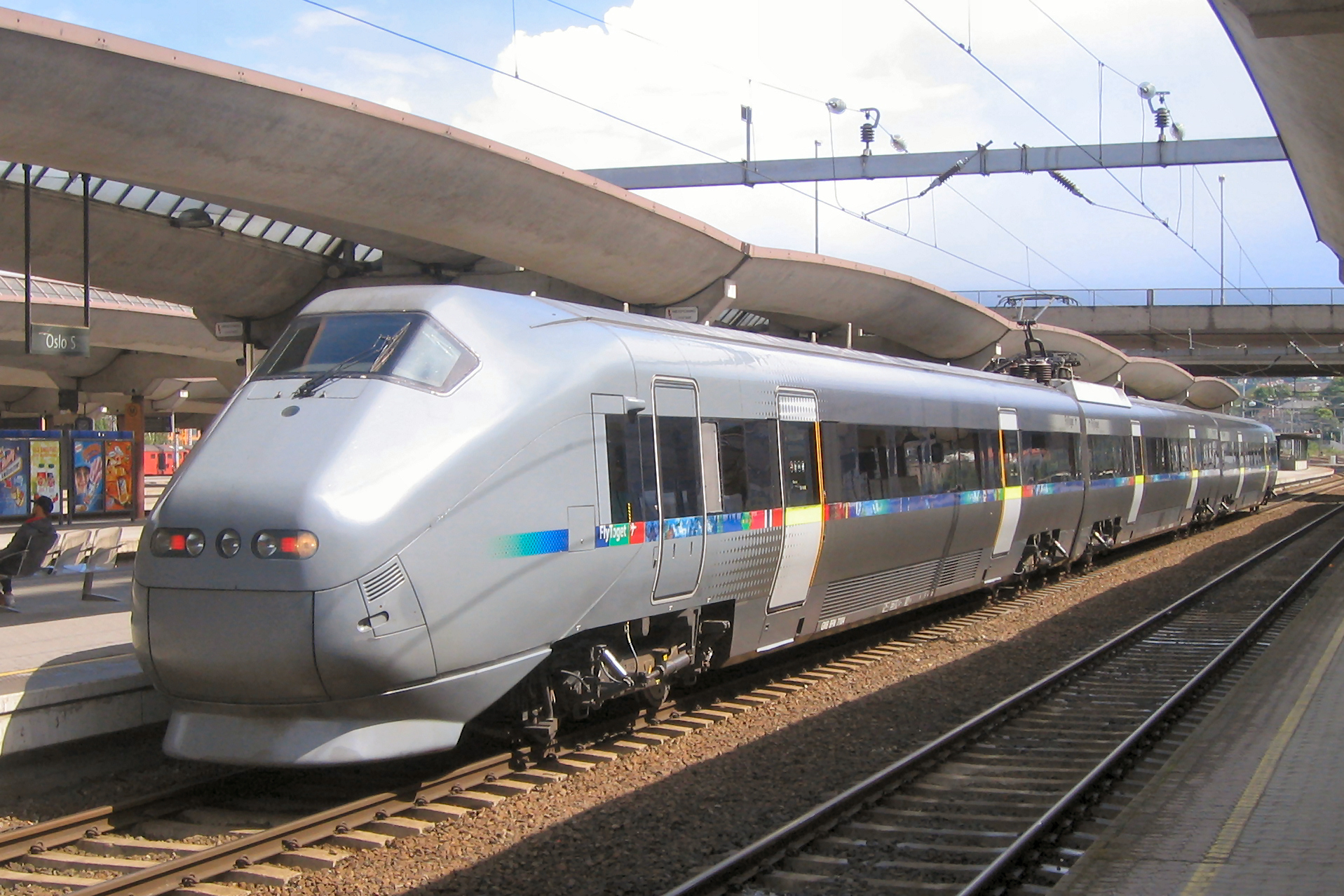